# Ludwigsplatz (Straubing)

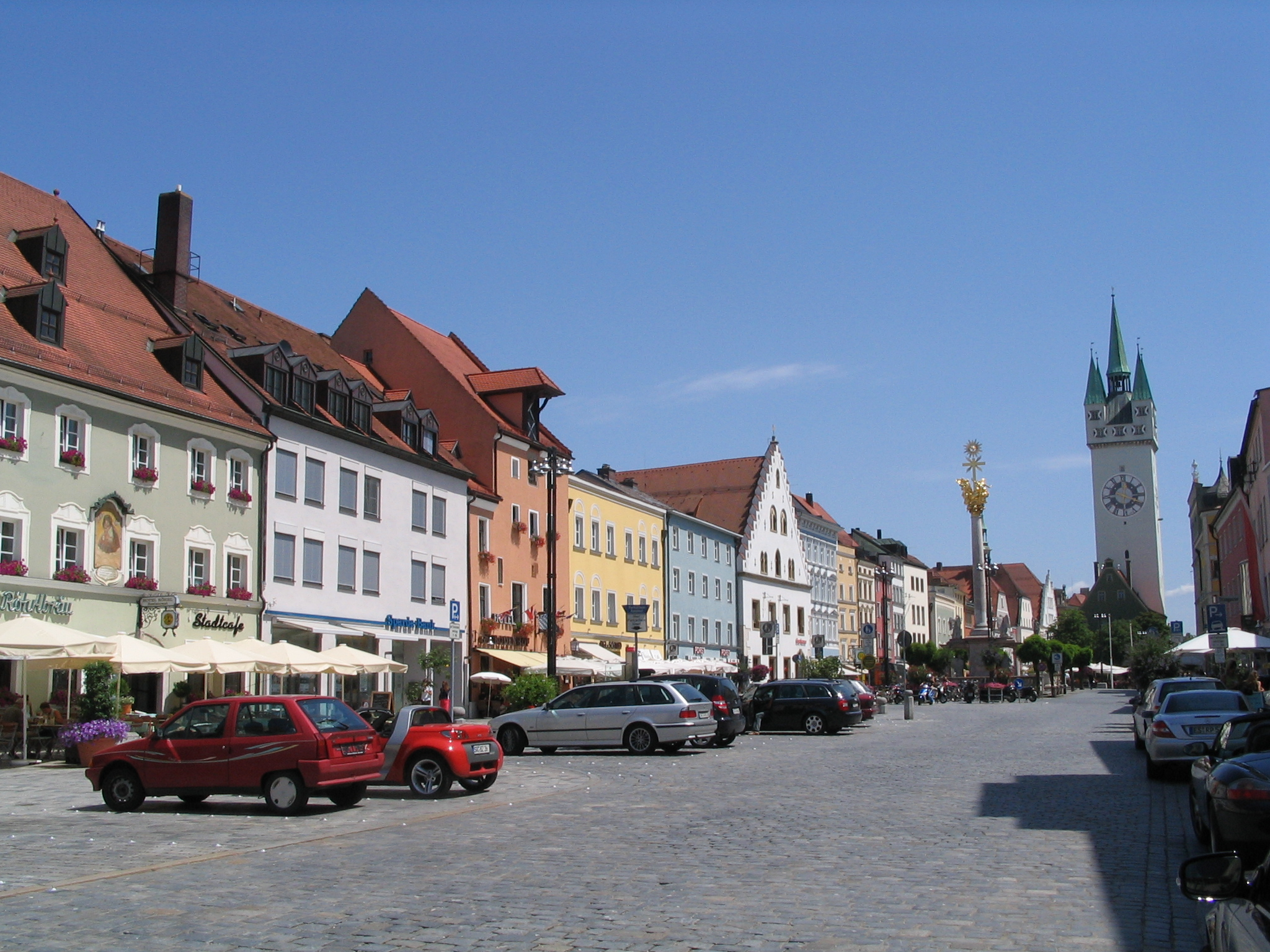
Ludwigsplatz in Straubing, im Hintergrund der Stadtturm

Der Ludwigsplatz in Straubing befindet sich in der Altstadt der niederbayerischen Stadt Straubing und ist ein alter Marktplatz. Gemeinsam mit dem Theresienplatz bildet er den langgezogenen Stadtplatz von Straubing, in dessen Zentrum (zwischen Ludwigs- und Theresienplatz) der Stadtturm steht.
Im Westen des Platzes befindet sich seit 1983 eine Fußgängerzone.